# 马尔瓦 (萨莫拉省)
马尔瓦，是西班牙卡斯蒂利亚-莱昂萨莫拉省的一个市镇。 总面积27平方公里，总人口214人（2001年），人口密度8人/平方公里。